# Adèle Duchâtel
Adèle Duchâtel, född 1782, död 1860, var en fransk hovfunktionär. 
Hon var gift med Charles Jacques Nicolas Duchâtel.
Hon var dame du palais hos kejsarinnan Joséphine de Beauharnais 1804-1809. 
Hon hade en förbindelse med kejsar Napoleon I 1804. 